# Секс в большом городе (роман)
«Секс в большом городе» (англ. Sex & The City, дословный перевод названия — «Секс и город») — сборник статей журналистки Кэндэс Бушнэлл, объединённых в книгу. Бушнелл описывала в статьях свою жизнь и жизнь друзей. Впервые книга была издана в 1997 году, а позднее переиздана в 2001, 2006 и 2008 годах (последнее издание было посвящено выходу полнометражного фильма и включало посвящение).

## История создания
Книга представляет собой сборник статей Бушнелл, которые она начала писать в 1994 году для The New York Observer: главный редактор предложил ей собственную колонку, сказав, что Бушнелл может писать, о чём захочет.

## Экранизация
Вскоре по мотивам книги был снят знаменитый сериал канала HBO «Секс в большом городе», снимавшийся с 1998 по 2004 год. В 2008 на большие экраны вышел фильм-продолжение, а ещё через два года — летом 2010 — вторая часть.

### Различия
Хотя книга, как и сериал, большей частью рассказывает о похождениях журналистки Кэрри Брэдшоу, в книге появляется гораздо большее количество персонажей — большинство из их историй в сериале происходит с лучшими подругами Кэрри — Самантой, Мирандой и Шарлоттой. В книге они являются второстепенными персонажами и в значительной мере своими типажами отличаются от представленных в сериале.
В книге Шарлотта — одержимая сексом англичанка. Миранда работает исполнительным продюсером на кабельном телевидении. А Саманта — кино-продюсер.

### Использованные сюжеты
Авторы сценария придумали множество историй для своих персонажей, но несколько идей для обсуждения всё же были позаимствованы из книги:
- Почитатели моделей
- «Сумасшедшие мамаши»
- Моногамия: за или против

Эти темы стали центральными в эпизодах первого сезона.

## Выпуск в России
Книга несколько раз издавалась на территории России. Первое издание вышло в 2003 году от издательства «Гелеос» и «Торнтон и Сагден» в переводе Натальи Банке.
Также роман выходил в переводе О. Мышаковой от издательства «АСТ, АСТ Москва» и «Хранитель» в твёрдой и мягкой обложке, а также в серии «5 звёзд».